# Amphoe Khao Phanom
Amphoe Khao Phanom (thailändisch อำเภอ เขาพนม) ist ein Landkreis (Amphoe – Verwaltungs-Distrikt) der Provinz Krabi. Die Provinz  Krabi liegt in der Südregion von Thailand.

## Geographie
Benachbarte Distrikte (von Norden im Uhrzeigersinn): die Amphoe Chai Buri und Phrasaeng der Provinz Surat Thani, Amphoe Thung Yai der Provinz Nakhon Si Thammarat und die Amphoe Lam Thap, Khlong Thom, Nuea Khlong, Mueang Krabi, Ao Luek und Plai Phraya der Provinz Krabi.

## Nationalpark
Der Nationalpark Khao Phanom Bencha schützt den Wald um den Khao Phanom Bencha, der mit 1.397 Meter höchsten Erhebung der Provinz Krabi.

## Geschichte
Am 1. Dezember 1967 wurde Khao Phanom zunächst als Unterdistrikt (King Amphoe) eingerichtet, indem die Tambon Khao Phanom, Khao Din, zwei Dörfer von Khok Yang des Amphoe Mueang Krabi und Tambon Sin Pun des Amphoe Khlong Thom zusammengelegt wurden.
Er bekam vollen Amphoe-Status am 29. Juni 1973.

## Verwaltung

### Provinzverwaltung
Amphoe Khao Phanom ist in sechs Gemeinden (Tambon) eingeteilt, welche wiederum in 54 Dorfgemeinschaften (Muban) unterteilt sind. 
| \| No. \| Name \| Thai \| Muban \| Einw.[3] \| \| --- \| ----------- \| ------ \| ----- \| -------- \| \| 1. \| Khao Phanom \| เขาพนม \| 10 \| 11.524 \| \| 2. \| Khao Din \| เขาดิน \| 09 \| 08.572 \| \| 3. \| Sin Pun \| สินปุน \| 10 \| 08.958 \| \| 4. \| Phru Tiao \| พรุเตียว \| 10 \| 08.929 \| \| 5. \| Na Khao \| หน้าเขา \| 08 \| 09.068 \| \| 6. \| Khok Han \| โคกหาร \| 07 \| 05.681 \| |             |        |       |        |
| No. | Name        | Thai   | Muban | Einw.  |
| 1. | Khao Phanom | เขาพนม | 10    | 11.524 |
| 2. | Khao Din    | เขาดิน  | 09    | 08.572 |
| 3. | Sin Pun     | สินปุน   | 10    | 08.958 |
| 4. | Phru Tiao   | พรุเตียว | 10    | 08.929 |
| 5. | Na Khao     | หน้าเขา | 08    | 09.068 |
| 6. | Khok Han    | โคกหาร | 07    | 05.681 |

### Lokalverwaltung
Khao Phanom (เทศบาลตำบลเขาพนม) ist eine Kleinstadt (Thesaban Tambon) im Landkreis, die beinhaltet Teile des Tambon Khao Phanom. 
Daneben gibt es sechs „Tambon-Verwaltungsorganisationen“ (TAO, องค์การบริหารส่วนตำบล) für die Tambon oder die Teile von Tambon im Landkreis, die zu keiner Stadt gehören.